# Montserrat Galícia i Gorritz
Montserrat Galícia i Gorritz (Cornellà de Llobregat, 29 de juny de 1947) és una prolífica escriptora de ciència-ficció catalana, mestra de professió. Pertany a l'Associació d'Escriptors en Llengua Catalana (AELC) i ha estat vicepresidenta de la Societat Catalana de Ciència-ficció i Fantasia (SCCFF).

## Biografia
És llicenciada en història i ha format part durant quinze anys del consell de redacció de la revista de pedagogia Perspectiva Escolar de l'Associació de Mestres Rosa Sensat.
Ha publicat 19 novel·les juvenils en bona part de ciència-ficció. D'aquestes, Somnies estimada?(1994) i El darrer manuscrit (2006), han estat premiades amb el Premi Joaquim Ruyra i L'habitació de la Barbarà (2004) amb el Premi Enric Valor de narrativa juvenil.
Així mateix ha publicat dues novel·les per adults, La cambra de Virginia, recreant la vida de l'escriptora anglesa Virginia Woolf, i Interiors que va tenir un accèssit al Premi Ciutat de Mollerussa.

## Obres
- P.H.1 A Copèrnic. Barcelona:  Laia, 1984 –La Galera 1997 (traduïda al castellà)
- L'estrella dels mil cavalls. Barcelona: Barcanova, 1991
- El secret del Call. Barcelona: Edelvives-Baula, 1991
- Navegants. Barcelona: Barcanova, 1994
- Els senyors de la foscor. Barcelona: Empúries, 1994
- Hug i Adalaisa. Barcelona: Baula, 1994
- Somnies estimada?. Barcelona: La Galera, 1995
- Aterratge d'emergència. Barcelona: Edebé, 1996 (traduïda al castellà i al basc)
- Crit al bosc. Barcelona: Cruïlla, 1996
- L'altra cara del mirall. Barcelona: Cruïlla, 1998
- Estendre les ales. Barcelona: Castellnou, 1999
- Quasi déus. Barcelona: Bromera, 2001
- La cambra de Virginia. Lleida: Pagès, 2001
- L'habitació de la Bàrbara. València: El Bullent, 2004
- Els cent dies del drac. Barcelona: Alfaguara, 2004
- El darrer manuscrit. Barcelona: La Galera, 2005
- Mons Paral·lels. Barcelona: Planeta&Oxford, 2006
- Interiors. Girona: CCG, 2008
- Agència de lectura. Barcelona: Barcanova, 2009
- Missió de rescat. Barcelona: Baula, 2010
- Julita. Barcelona: Baula, 2013
- El vent entre els saguaros . Lleida: Pagès, 2014
- Estirant el fil escarlata . Lleida: Pagès, 2017

## Premis
- Premi Joaquim Ruyra de narrativa per a joves 1994: Somnies estimada[6]
- Premi Enric Valor de narrativa per a joves, 2003: L'habitació de la Bàrbara[6]
- Premi Joaquim Ruyra de narrativa per a joves, 2004: El darrer manuscrit[6]
- Premi Ciutat de Mollerussa, accèssit, 2007: Interiors[7]